# ناوچه سبک کلاس-خوکری
کاروت کلاس خوکری (به انگلیسی: Khukri-class corvette) یک کلاس از کشتی است که طول آن 91.1 metres می‌باشد.